# Хапрерия
Хапрерия (Japreria, Japrería, Yapreria) — находящийся под угрозой исчезновения индейский язык, который принадлежит группе юкпа карибской языковой семьи, на котором говорят в штате Сулия, севернее города Сьерра-де-Периха, в Венесуэле. По существу нет взаимопонятности с другими карибскими языками ареала (М. Дёрбин 1973), также в лексике на 65 % похож на язык юкпа (Ларго и Моралес 2009). 90 % населения являются двуязычными в испанском языке, некоторые также используют юкпа.